# پرکان
پرکان
پرکان از نظر معنایی، از ریشه پریتکان به معنای فرشتگان منحصر به فرد است.
از نظر تاریخی، یکی از مراکز مهم اقتصادی و ارتباطی ایران باستان بود.
از نظر جغرافیایی، نام منطقه فریدن در زمان هخامنشی است، یک منطقه کهن شرقی در بخش جنوب غربی قاره آسیا که در زمان تمام حکومت ها از دوران باستان تا کنون بخشی از کشور ایران محسوب می شود.

## جمعیت
بر پایه سرشماری عمومی نفوس و مسکن در سال ۱۳۹۵ جمعیت این روستا ۵۷۹ نفر (۱۳۸خانوار) بوده‌است.